# Liste des porte-drapeau à la cérémonie d'ouverture des Jeux paralympiques d'hiver de 2014
Cet article répertorie la liste des porte-drapeau des Jeux paralympiques d'hiver de 2014 à Sotchi en Russie lors de la Cérémonie d'ouverture des Jeux paralympiques d'hiver de 2014 qui s'est déroulée le 7 mars 2014 au stade olympique Ficht à 20h14 heure locale.
Cette liste est classée dans l'ordre dans lequel les délégations nationales ont défilé. Conformément à la tradition, la dernière délégation, clôturant la parade, est celle du pays hôte, ici la Russie. Comme toujours, l'ensemble des autres comités nationaux défilent dans l'ordre alphabétique de la langue de la nation organisatrice des Jeux, le russe.

## Liste des porte-drapeau
Chaque ligne indique le nom du porte-drapeau, sa discipline et la délégation qu'il représente.
| Ordre | CNO                | Nom anglais                | Porte-drapeau           | Discipline         | Nom russe                     |
| ----- | ------------------ | -------------------------- | ----------------------- | ------------------ | ----------------------------- |
| 1     | Australie          | Australia                  | Cameron Rahles-Rahbula  | Ski                | Австралия                     |
| 2     | Autriche           | Austria                    | Philipp Bonadimann      | Ski                | Австрия                       |
| 3     | Andorre            | Andorra                    | Xavier Fernandez        | Ski                | Андорра                       |
| 4     | Argentine          | Argentina                  | Pablo Javier Robledo    | Ski nordique       | Аргентина                     |
| 5     | Arménie            | Armenia                    | Mher Avanesyan          | Ski de fond        | Армения                       |
| 6     | Biélorussie        | Belarus                    | Yadviha Skorabahataya   | Ski nordique       | Респу́блика Белару́сь           |
| 7     | Belgique           | Belgium                    | Denis Colle             | Snowboard          | Бельгия                       |
| 8     | Bulgarie           | Bulgaria                   | Svetoslav Georgiev      | Ski nordique       | Болгария                      |
| 9     | Bosnie-Herzégovine | Bosnia and Herzegovina     | Ilma Kazazić            | Ski                | Босния и Герцеговина          |
| 10    | Brésil             | Brazil                     | André Pereira           | Snowboard          | Бразилия                      |
| 11    | Grande-Bretagne    | Great Britain              | Millie Knight           | Ski                | Великобритания                |
| 12    | Allemagne          | Germany                    | Andrea Rothfuß          | Ski                | Германия                      |
| 13    | Grèce              | Greece                     | Efthymios Kalaras       | Ski                | Греция                        |
| 14    | Danemark           | Denmark                    | Ulrik Nyvold            | Ski                | Дания                         |
| 15    | Iran               | Islamic Republic of Iran   | Sadegh Kahlor           | Ski                | Иран                          |
| 16    | Islande            | Iceland                    | Erna Fridriksdottir     | Ski                | Исландия                      |
| 17    | Espagne            | Spain                      | Jon Santacana Maiztegui | Ski                | Испания                       |
| 18    | Italie             | Italy                      | Andrea Chiarotti        | Hockey sur luge    | Италия                        |
| 19    | Kazakhstan         | Kazakhstan                 | Yerlan Omarov           | Ski nordique       | Казахстан                     |
| 20    | Canada             | Canada                     | Sonja Gaudet            | Curling handisport | Канада                        |
| 21    | Chine              | People's Republic of China | Tian Ye                 | Ski nordique       | Китайская Народная Республика |
| 22    | Mexique            | Mexico                     | Arly Velasquez          | Ski                | Мексика                       |
| 23    | Mongolie           | Mongolia                   | Ganbold Batmunkh        | Ski nordique       | Монголия                      |
| 24    | Pays-Bas           | Netherlands                | Bibian Mentel-Spee      | Snowboard          | Нидерланды                    |
| 25    | Nouvelle-Zélande   | New Zealand                | Adam Hall               | Ski                | Новая Зеландия                |
| 26    | Norvège            | Norway                     | Mariann Marthinsen      | Ski nordique       | Норвегия                      |
| 27    | Pologne            | Poland                     | Maciej Krężel           | Ski                | Польша                        |
| 28    | Corée du Sud       | Republic of Korea          | Jung Seung Hwan         | Hockey sur luge    | Республика Корея              |
| 29    | Roumanie           | Romania                    | Laura Valeanu           | Ski                | Румыния                       |
| 30    | Serbie             | Serbia                     | Jugoslav Milanovic      | Ski                | Сербия                        |
| 31    | Slovaquie          | Slovakia                   | Jakub Krako             | Ski                | Словакия                      |
| 32    | Slovénie           | Slovenia                   | Gal Jakic               | Ski                | Словения                      |
| 33    | États-Unis         | United States of America   | Jonathan Lujan          | Ski                | Соединенные Штаты Америки     |
| 34    | Turquie            | Turkey                     | Mehmet Çekiç            | Ski                | Турция                        |
| 35    | Ouzbékistan        | Uzbekistan                 | Ramil Gayazov           | Ski                | Узбекистан                    |
| 36    | Ukraine            | Ukraine                    | Mykhalo Tkatchenko      | Ski nordique       | Украина                       |
| 37    | Finlande           | Finland                    | Katja Saarinen          | Ski                | Финляндия                     |
| 38    | France             | France                     | Vincent Gauthier-Manuel | Ski                | Франция                       |
| 39    | Croatie            | Croatia                    | Dino Sokolović          | Ski                | Хорватия                      |
| 40    | République tchèque | Czech Republic             | Stanislav Loska         | Ski                | Чехия                         |
| 41    | Chili              | Chile                      | Jorge Migueles          | Ski                | Чили                          |
| 42    | Suisse             | Switzerland                | Christoph Kunz          | Ski                | Швейцария                     |
| 43    | Suède              | Sweden                     | Jalle Jungnell          | Curling handisport | Швеция                        |
| 44    | Japon              | Japan                      | Shoko Ota               | Ski nordique       | Япония                        |
| 45    | Russie             | Russian Federation         | Valeriy Redkobuzov      | Ski                | Росси́йская Федерaция          |